# Candy de Rouge
Candy de Rouge  (* 25. September 1944 als Wolfgang Detmann in Bad Neustadt an der Saale) ist ein deutscher Musikproduzent und Liedtexter.

## Leben
Candy de Rouge spielte mit seiner Band Red Baron Ende der 70er Jahre beachtliche Erfolge ein mit Titeln wie Gimme Love, That Summernight und Back To Paris und insgesamt zwei Alben.
Als Produzent arbeitete er mit Künstlern wie Jennifer Rush, Bonnie Bianco, Thomas Anders, Chris Norman, Falco, Helen Schneider und Sally Oldfield zusammen. Unter anderem komponierte er zusammen mit Gunther Mende, Jennifer Rush und Mary Susan Applegate den Song The Power of Love, der ein großer internationaler Erfolg für Rush wurde und später vielfach gecovert wurde. Nicht zuletzt von Céline Dion, die damit Platz 1 in der US-Hitparade erreichte.
Wolfgang Detmann lebt in Würzburg und arbeitete als Autor.